# Капо ди Сопра (Ровиго)
Капо ди Сопра је насеље у Италији у округу Ровиго, региону Венето.
Према процени из 2011. у насељу је живело 113 становника. Насеље се налази на надморској висини од 2 м.